# Marienfeld (Weltjugendtag)

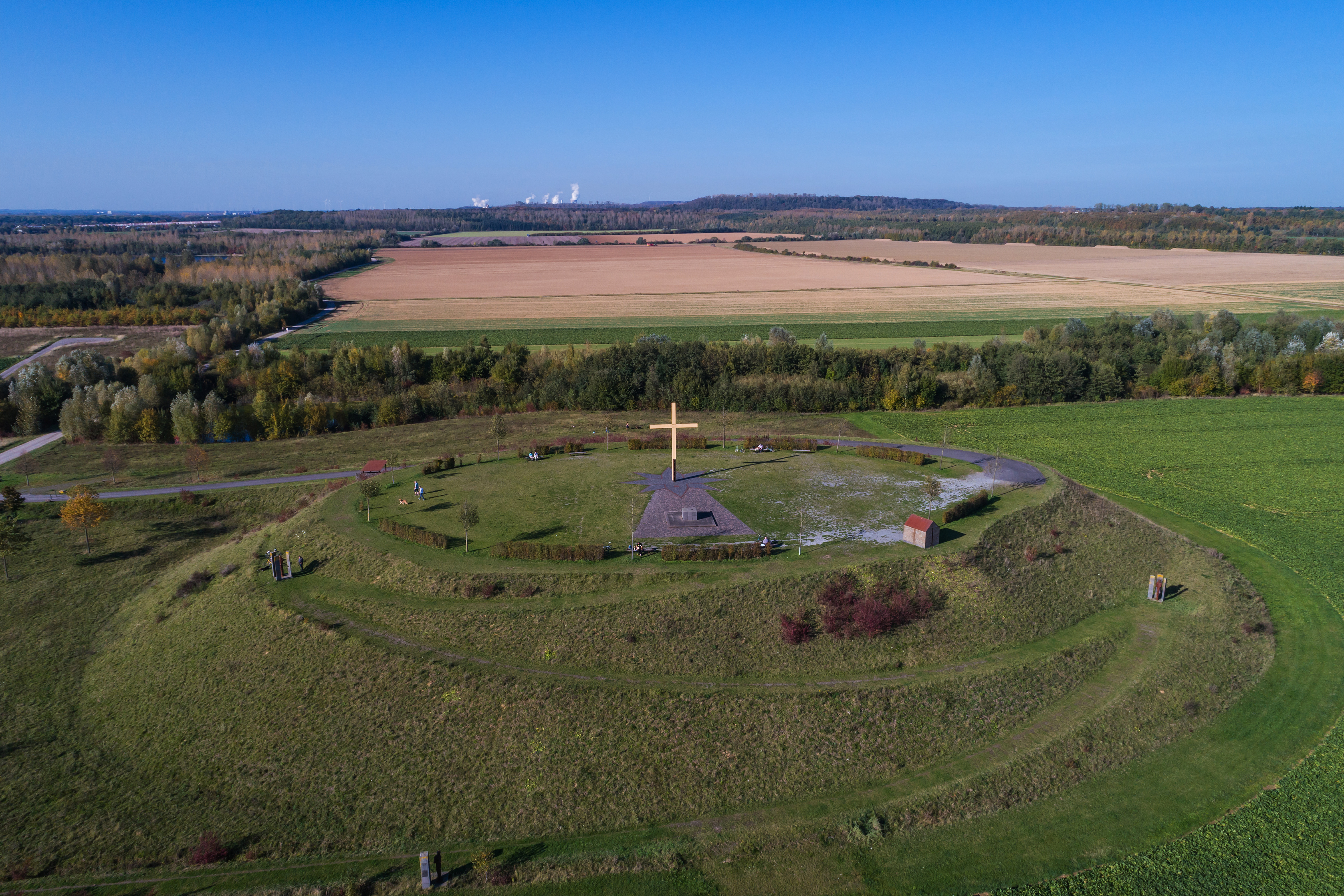
Marienfeld mit Papsthügel, Luftaufnahme von 2017.

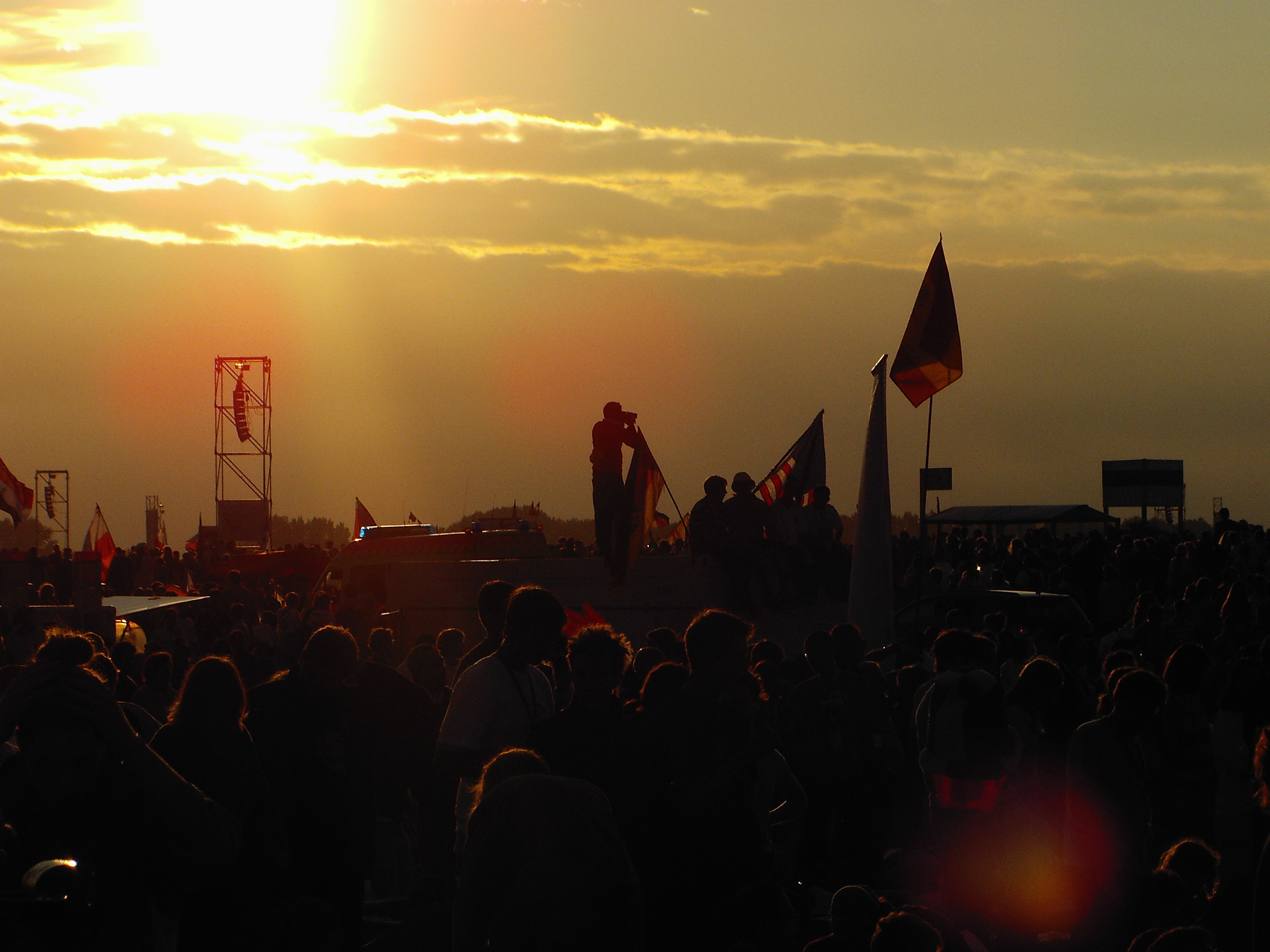
Abendstimmung

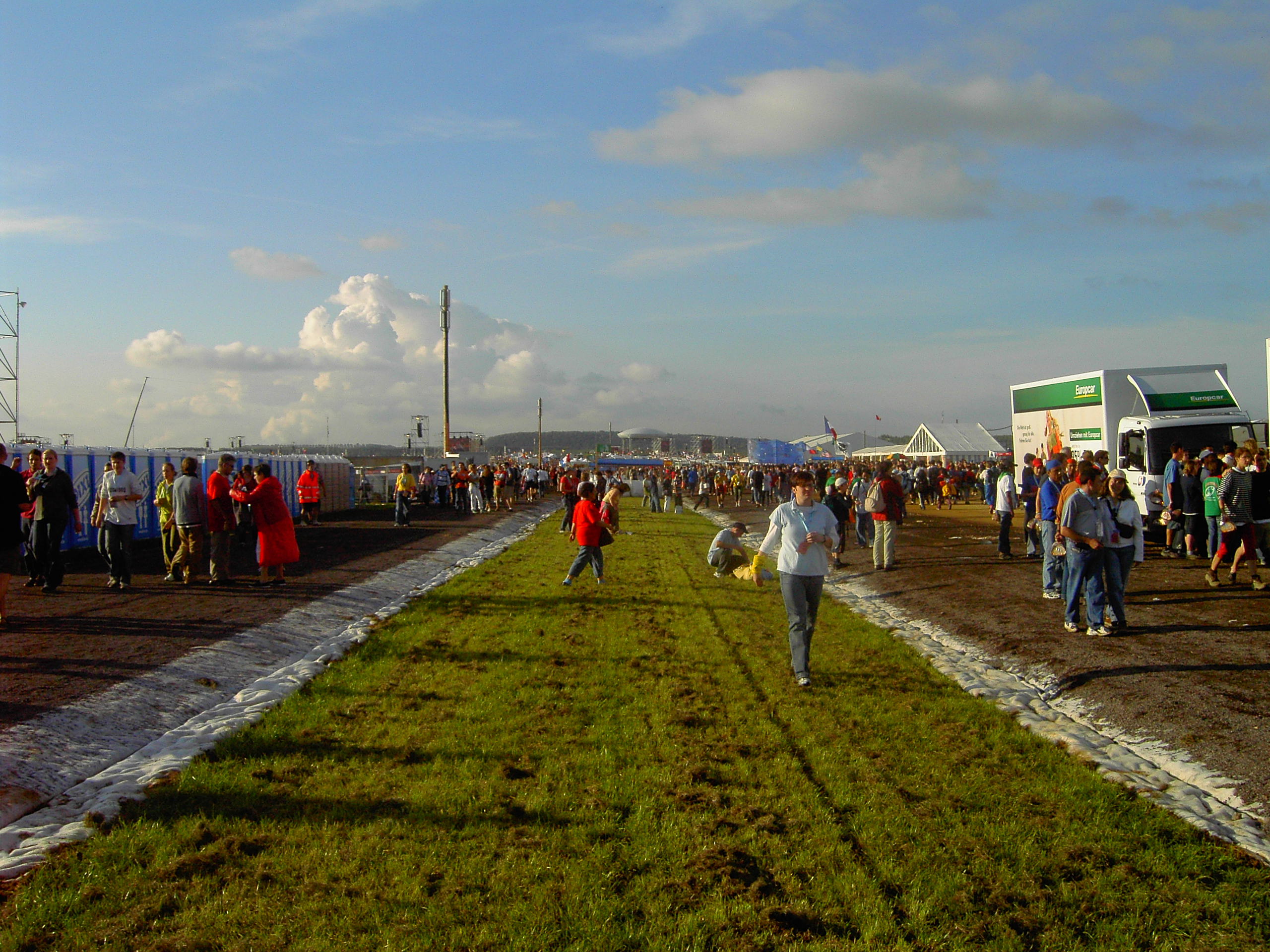
Das Marienfeld während des Weltjugendtages, im Hintergrund der Papsthügel.

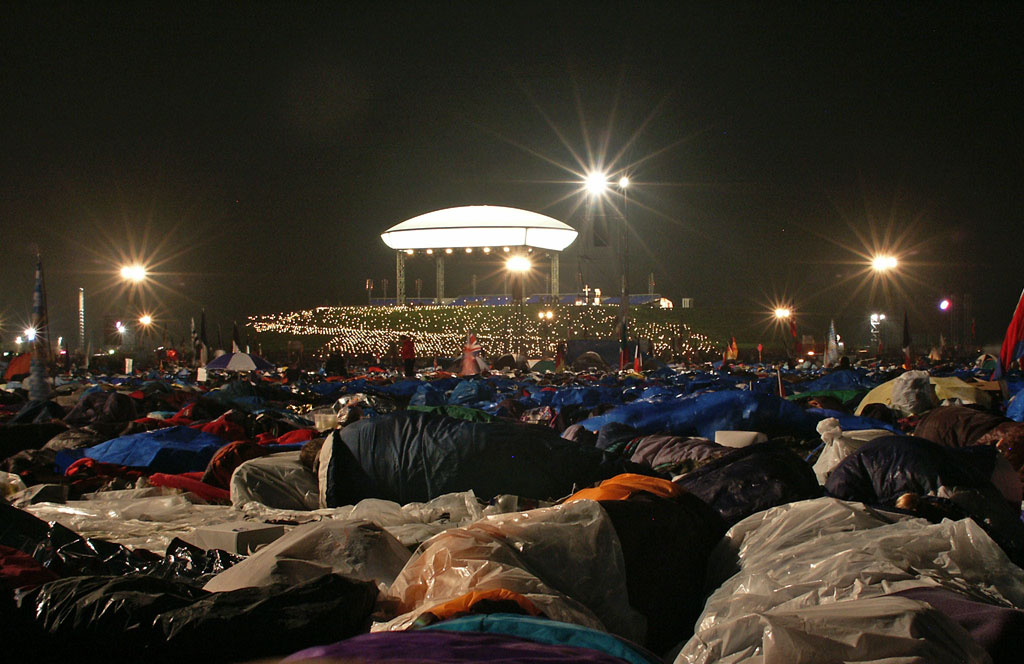
Hunderttausende Pilger schlafen unter freiem Himmel.

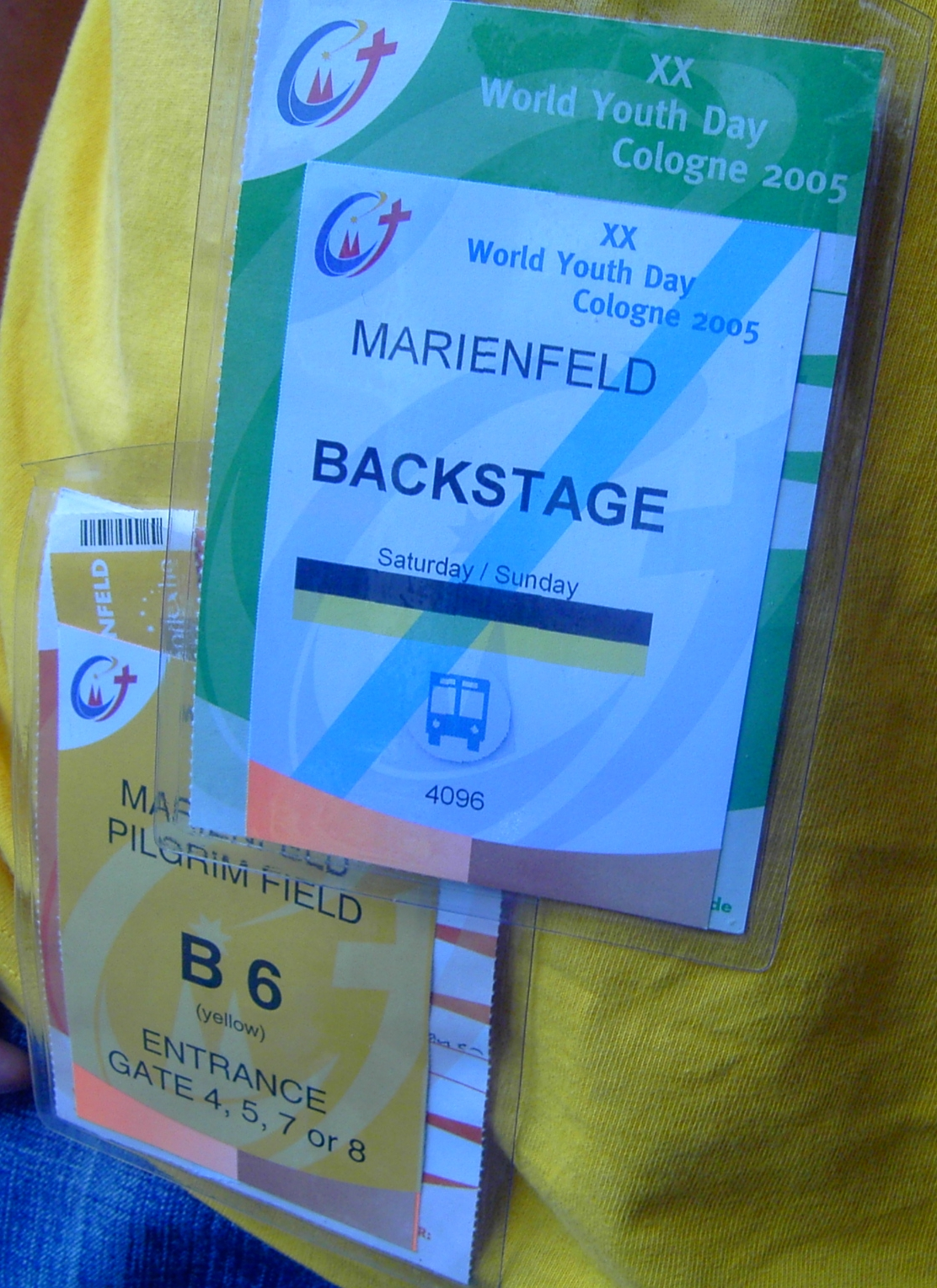
Der Backstage-Pass für die Abschlussmesse.

Das Marienfeld ist eine 260 ha umfassende Ackerfläche im seit 2003 verfüllten und rekultivierten ehemaligen Braunkohletagebau Frechen, in dem von 1952 bis 1986 Braunkohle aus einer Tiefe von 250 Metern gefördert wurde. Es liegt westlich von Köln im Rhein-Erft-Kreis in Nordrhein-Westfalen. Im Norden wird es vom Fürstenberggraben, einer Flussverbindung zwischen dem östlich des Feldes gelegenen Fürstenberg-Maar und dem nordwestlich gelegenen Boisdorfer See, begrenzt. Die südliche Begrenzung bildet das Industriegebiet Kerpen-Türnich.
Das Feld liegt circa 20 Kilometer südwestlich vom Kölner Dom entfernt. Während des XX. Weltjugendtages 2005 führten ausgeschilderte Pilgerwege über Fuß- und Wanderwege zum Marienfeld, die in circa vier Stunden zurückgelegt werden konnten.

Das Marienfeld wurde seit September 2004 für die Vigil am 20. August und die Abschlussmesse des Weltjugendtags am 21. August 2005, die beide zusammen mit Papst Benedikt XVI. gefeiert wurden, für bis zu einer Million Teilnehmer präpariert.

## Geschichte
Der Name Marienfeld wurde in Anlehnung an seine Vorgeschichte als 500 Jahre alter Wallfahrtsort an der Stelle des einstigen Tagebaues gewählt. In der Wallfahrtskirche St. Mariä Himmelfahrt im benachbarten umgesiedelten Frechen-Grefrath ist eine um 1420 aus französischem Kalkstein geschaffene Pietà (Marienstatue) zu sehen, deren frühere Standorte, Kapelle und Klosterkirche des Klosters Bottenbroich, in den Orten Alt-Grefrath und Bottenbroich im Tagebaubereich lagen. Das Gelände wurde am 10. Oktober 2004 im Rahmen einer Jugendmesse eingeweiht. Das bei dieser Messe gesegnete zehn Meter hohe Holzkreuz soll an die Geschichte des Geländes als Marienwallfahrtsort erinnern.

## Papsthügel
Für die Gottesdienste wurde nach dem Spatenstich am 31. März 2005 der so genannte Papsthügel errichtet. Diese 10 Meter hohe Aufschüttung für den Altar taufte Joachim Kardinal Meisner auf den Namen Berg der 70 Nationen, weil dort Delegierte aus 70 Ländern zu Beginn des Jahres 2005 Erde aus ihren Ländern niedergelegt hatten. Für den Papsthügel wurden in 55 Tagen etwa 80.000 m³ Erde aufgeschüttet. Der Hügel hat eine Grundfläche von 15.000 m² und eine obere Fläche für Altar und Sitzplätze von 3.500 m², um circa 2.000 Menschen Platz zu bieten. Nach Abschluss des Weltjugendtages wurden die Installationen rund um das Marienfeld bis Dezember 2005 zurückgebaut, der Papsthügel blieb erhalten und wird, im Rahmen eines Naherholungsgebietes, weiter genutzt werden.

## Vigil und Abschlussmesse
Für die Vigil und die Abschlussmesse wurden Großleinwände, Beleuchtungen und Lautsprecher aufgestellt, für die eine elektrische Leistung von 15.000 Kilowatt bereitgestellt wurde. Von einem Wasserwerk im Nachbarort Kerpen-Türnich konnte eine Wassermenge von 800.000 Liter pro Stunde zum Marienfeld gepumpt werden.
Bei der Vigil am 20. August 2005 weihte Papst Benedikt XVI. die zum Andenken an seinen im April verstorbenen Vorgänger Johannes Paul II. gegossene Weltjugendtagsglocke. Der friedensbestimmte Abschlussgottesdienst des Weltjugendtages 2005 fand am 21. August auf dem Marienfeld statt. Eine große Anzahl von Pilgern übernachtete ohne Zwischenfälle auf dem Marienfeld. Polizei und Veranstalter gaben die Zahl von 1,2 Millionen Teilnehmern an.
Das ursprünglich als Ort der Abschlussveranstaltung vorgesehene Gelände am Flugplatz Bonn-Hangelar wurde aus Naturschutzgründen nicht gewählt.

## Nutzung seit dem Weltjugendtag 2005
Das Marienfeld mit dem Papsthügel wird in den Pilgerweg Jakobsweg in der Trasse Köln (St. Jakob, Köln-Widdersdorf), Abtei Brauweiler, Frechen, Kolping-Stadt Kerpen, Düren, Aachen einbezogen. Auf dem Gelände soll auch eine gastronomische Einrichtung errichtet werden.

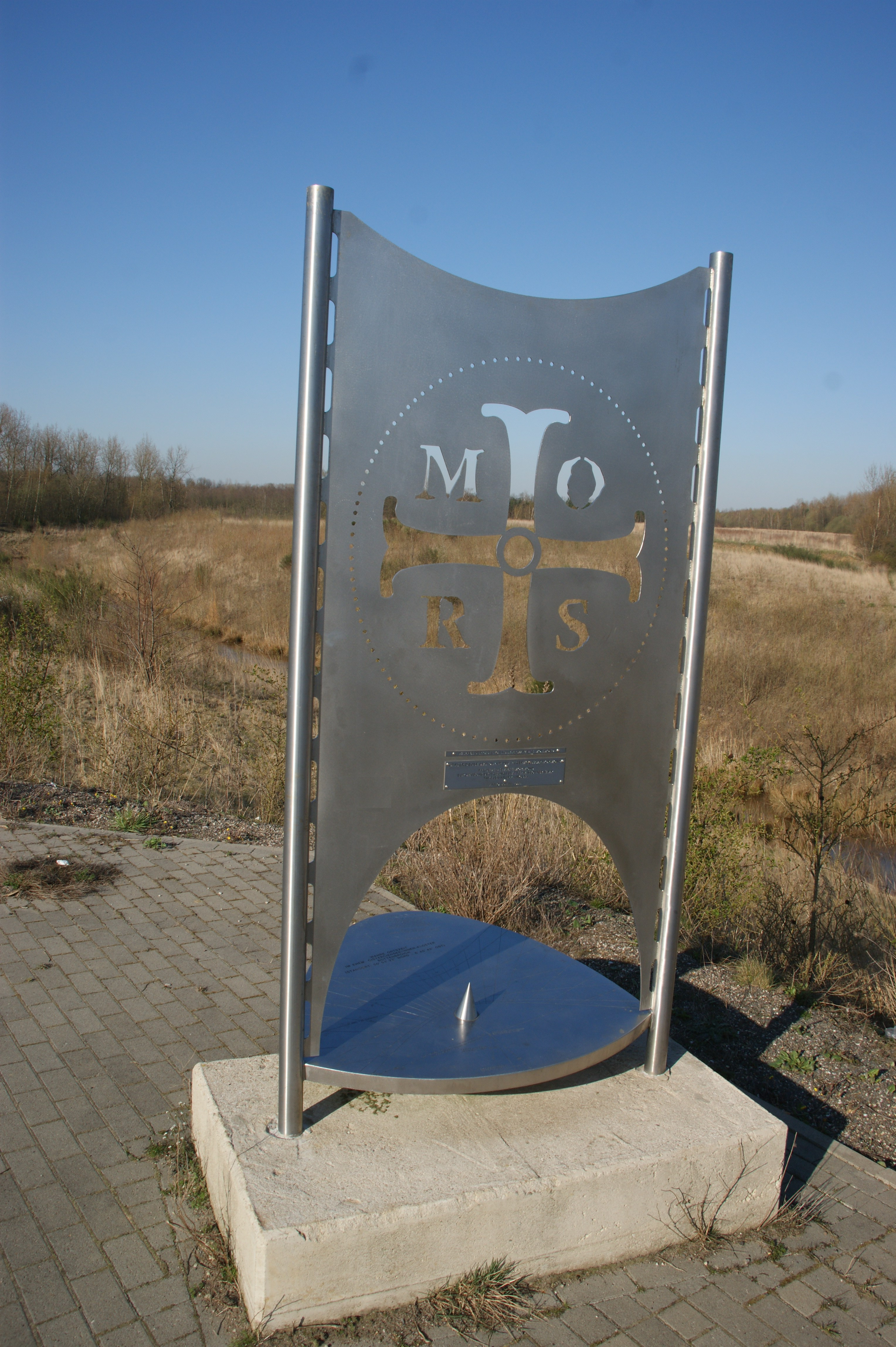
Sonnenuhr

 Im September 2006 wurde im Marienfeld auf heute Frechener Gebiet, an der Stelle des ehemaligen Klosters Bottenbroich unter Anwesenheit von Mönchen aus dem Kloster Stiepel in Bochum eine Sonnenuhr mit dem Wappen des Klosters Morimond aufgestellt. Wegpfeile auf dem Denkmal sollen Pilger an die Bindungen mit den beiden Klöstern erinnern.
Anlässlich des 1. Jahrestages vom Weltjugendtag fand am 26. August 2006 eine Sternstunden-Wallfahrt zum Marienfeld statt. 
Dort erlebten ca. 1500 Christen im Beisein von Kardinal Joachim Meisner eine Vigil auf dem Papsthügel.
Anschließend folgten rund 500 jugendliche Pilger dem Aufruf des Diözesanjugendseelsorgers Mike Kolb, in dieser Nacht zum Kölner Dom zu pilgern, wo in den frühen Morgenstunden eine Eucharistiefeier und ein abschließendes Frühstück stattfanden.
Die WJT-Jahresfeiern auf dem Marienfeld werden jährlich stattfinden.

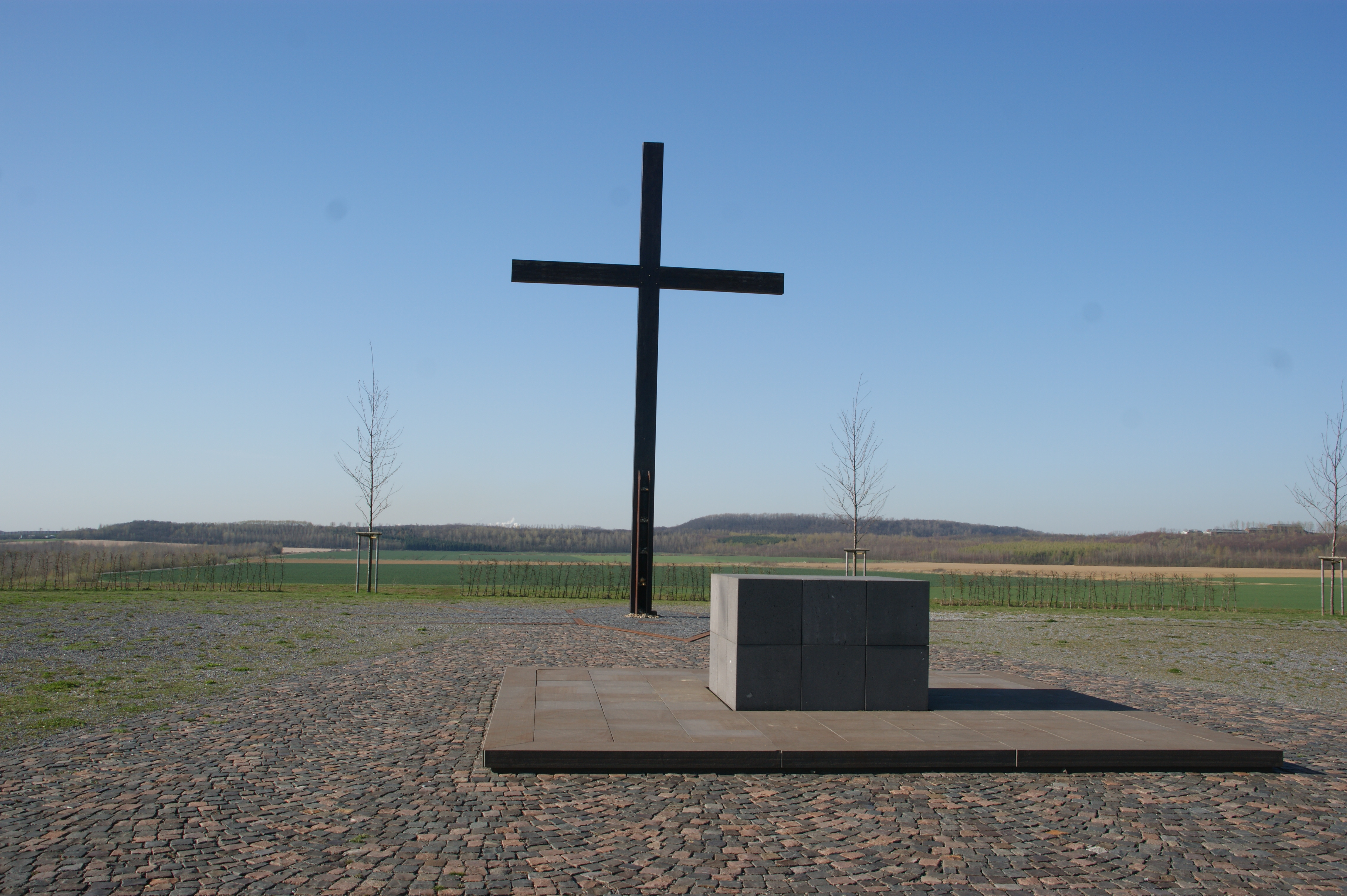
Basaltaltar und Kreuz

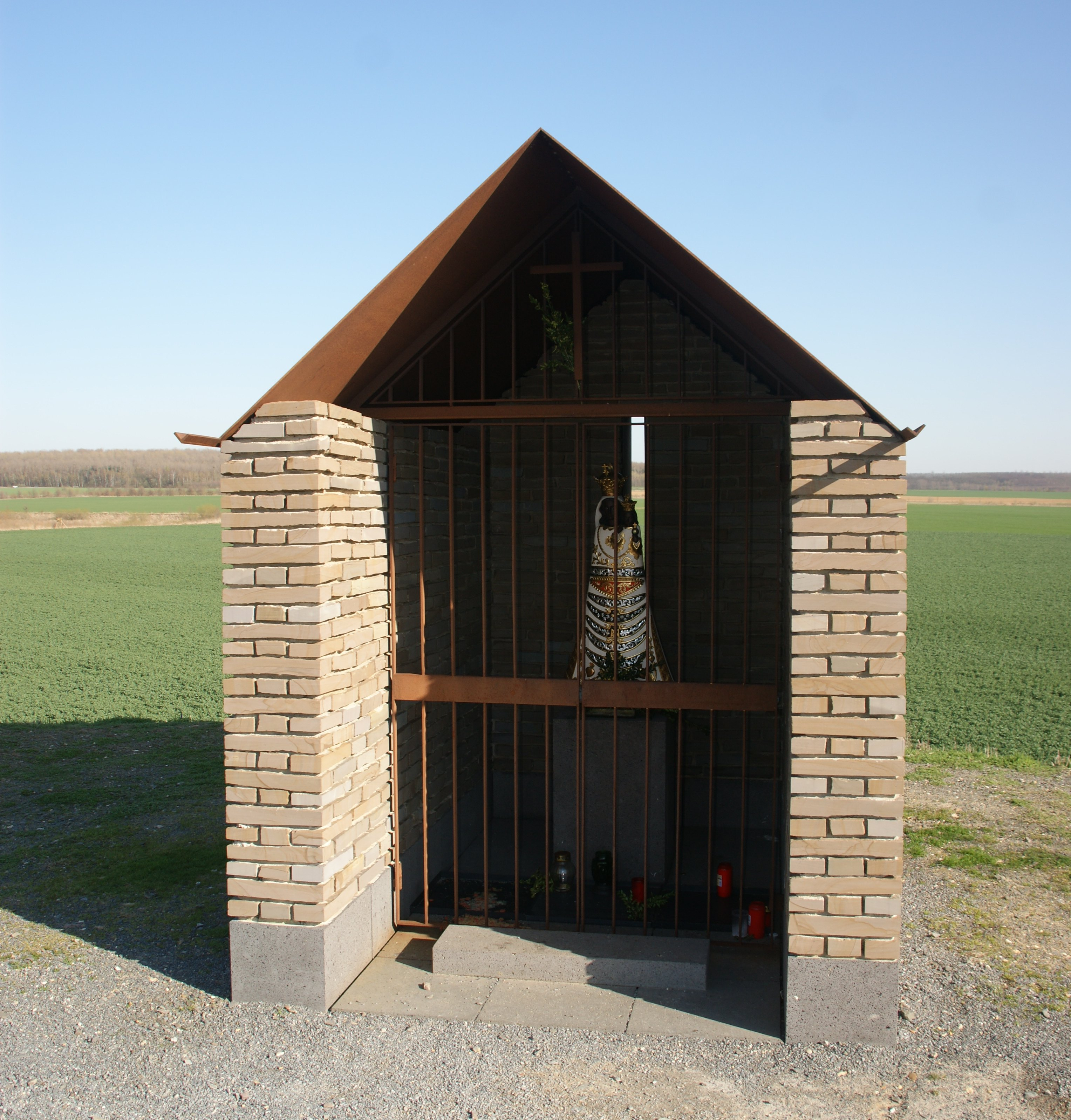
Marienkapelle

Im Herbst 2006 wurde mit weiteren Baumaßnahmen begonnen: So wurden eine Informationstafel am Aufgang sowie zwölf Kirschbäume, ein offener Basaltaltar und das WJT-Kreuz auf dem Papsthügel aufgebaut. Die zweite Jahresfeier auf dem Marienfeld fand am 25. August 2007 statt. An diesem Tag segnete Weihbischof Heiner Koch auf dem Marienfeld den so genannten Papsthügel ein. Die Aufschüttung wurde oben etwas breiter gemacht, und der Altar und das Kreuz sind heute fest mit dem Erdreich verwachsen. Verwendet wurden auch verschiedene Erden, die ein Jahr vor dem Weltjugendtag Delegierte aus der ganzen Welt zu einem Treffen in Köln mitgebracht hatten. Die neu errichtete kleine Marienkapelle auf dem Papsthügel wurde am 5. September 2009 von Joachim Kardinal Meisner eingeweiht.  Kosten für das Herrichten des Marienfeldes und des Papsthügels in Höhe von mindestens 600.000 Euro trugen das Land NRW und die Stadt Kerpen, während die Weltjugendtags gGmbH rund 800.000 Euro eingespart hat, die das zunächst vorgesehene Abtragen des Papsthügels gekostet hätte.

## Wanderwege

### Quirinus-Wanderweg
Nach dem Mödrather Pfarrpatron St. Quirinus ist ein im Rahmen der Regionale 2010 finanzierter 1,4 km langer Rundwanderweg benannt, der vom Hauptparkplatz des Marienfeldes bei Alt-Mödrath (L 162/L 163) durchs Marienfeld und auf einer neuen Brücke über den Erftkanal und auf einer wieder hergerichteten Kastanienallee in den alten Waldbestand um die ehemalige Mödrather Mühle an der Erft führt. Alte und moderne Sehenswürdigkeiten werden auf Schautafeln (wie im Marienfeld üblich) angezeigt. Der neu angelegte Rundweg ergänzt die bisherigen Wanderwege im Marienfeld, die nun auch neu ausgezeichnet werden sollen.

### Übrige Rundwege
Der 4,3 km lange Weg um den Boisdorfer See und der 11,1 km lange Kirchenwanderweg, der die Standorte der mit den Orten untergegangenen Kirchen von Bottenbroich und Mödrath mit den erhaltenen Kirchen verbindet, wurden ebenfalls mit Mitteln der Regionale 2010 angelegt.